# Славко Луштица
Славко Луштица (Кумбор Бока которска 11. јануар 1923 — Сплит 4. јул 1992) био је фудбалски репрезентативац и тренер.
Почео је у омладинској екипи шибенског Освита, а први пут је запажен у седамнаестој години кад је, заједно са Кокезом и Брокетом, био члан омладинске репрезентације Хрватске, а затим и омладинске репрезентације Југославије која је марта 1941. победила Мађарску (3:1) у Београду.
Кад се екипа Хајдука 23. априла 1944. пребацила на ослобођени Вис, и Луштица је био члан тима НОВЈ, у коме је, најчешће као крилни халф, одиграо све утакмице до завршетка рата.
После рата са Хајдуком је 1950, 1952. и 1955. године освајао титулу првака Југославије, одигравши у дресу Хајдука укупно 634 утакмице (трећи на рекордној листи Хајдука, иза Фране Матошића са 739 и Хлевњака са 665 утакмица) и постигавши 86 голова.
За репрезентацију Југославије одиграо је три утакмице. Дебитовао је 23. августа 1951. против Норвешке (4:2) у Ослу, затим је играо 1952. против Норвешке (4:1) у Загребу, а последњу утакмицу одиграо је 2. новембра 1952. против Египта (5:0) у Београду.
Учествовао је и у освајању сребрне медаље 1952. у Хелсинкију.
Од 1958. је тренер Шибеника, Хајдука и Олимпије. Као тренер Хајдука (1969—1972) освојио је титулу првака у сезони 1970/71. године.
У 1978. именован је за савезног капитена, али се због болести брзо повукао не саставивши ниједну репрезентацију.
Умро је 4. јула 1992. у Сплиту и сахрањен је на сплитском гробљу Ловринац.